# 中山愛子

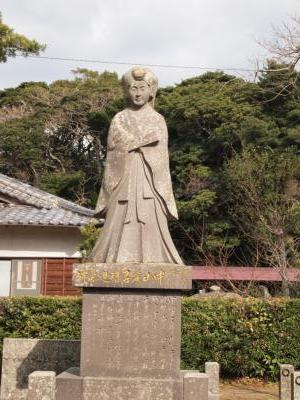
中山愛子石像（位於龜岡神社境内）

中山愛子（なかやま あいこ、1818年—1906年1月28日），江戶時代末期至明治時代的人物。她是明治天皇的外祖母。

## 生平
她是肥前国平戶藩主松浦清的第十一個女兒，生於平戶。母親是側室森氏。初名千代姫，後來改名為愛姬。